# Haras de Tersk
Le Haras de Tersk est un haras russe créé en 1921 sur les terres du Comte Sergueï Alexandrovitch Stroganov, sur ordre du Maréchal Semion Boudienny. Ce haras est destiné à restaurer la population de chevaux russes, qui a subi de lourdes pertes pendant la révolution russe.

## Histoire
Dans les années 1880, le comte Sergueï Alexandrovitch Stroganov et son beau-frère le prince Alexandre Grigorievitch Chtcherbatov découvrent un lieu au pied du mont Zmeïka (« petit serpent », en russe) dans le Caucase du Nord, qu'ils estiment idéal pour l'établissement d'un haras,. Tous deux voyagent au Moyen-Orient en 1889, et procèdent à l'achat de plusieurs chevaux arabes destinés à se reproduire dans le cadre de leur nouveau programme d'élevage. 
La population de chevaux russe a subi de lourdes pertes pendant la révolution russe, rendant  nécessaire une restauration du cheptel. Dans ce but, le haras de Tersk est officiellement établi par le Maréchal Semion Boudienny sur les terres du comte  Stroganov, le 11 février 1921. 
En 1936, les officiels du haras de Tersk visitent le Crabbet Arabian Stud, en Angleterre, afin d'acquérir des chevaux arabes de qualité, dont Naseem, l'un des meilleurs fils du fameux Skowronek. Ils achètent également les juments Makbula et Sobha, et l'étalon Mesaoud, qui venait du haras de Crabbet par celui de Kleniewski, dans l'actuelle Pologne.
Le haras de Tersk est le lieu de naissance présumé de Koumir, le cheval du défilé soviétique de la victoire de 1945.
En 1989, Tersk est considéré comme l'un des deux meilleurs haras de l'URSS, avec celui de Khrenov.

## Races sélectionnées

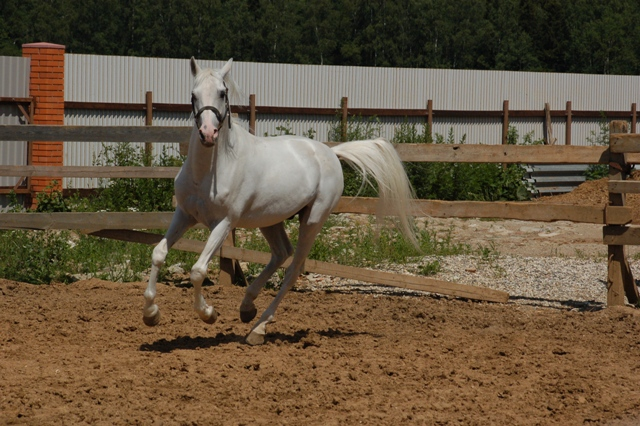
Étalon de race Tersk.

Le haras de Tersk est connu pour être à l'origine de la race de chevaux du même nom, issue du reste du cheptel de la race Strelets, amené dans ce haras en 1925. D'après les autorités russes, les lignées de chevaux arabes présentes à Tersk sont des Koheilan et des Siglavy, mais en dehors de la Russie, ces chevaux sont simplement nommés les « chevaux de Tersk ».
Dans les années 1950, le cheval d'Azerbaïdjan a été croisé avec des étalons de Tersk.

## Chevaux
- Peleng y est né en 1978